# Mimomyia clavipalpus
Mimomyia clavipalpus är en tvåvingeart som först beskrevs av Theobald 1908.  Mimomyia clavipalpus ingår i släktet Mimomyia och familjen stickmyggor. Inga underarter finns listade i Catalogue of Life.